# Aurélien Passeron
Aurélien Passeron (* 19. Januar 1984) ist ein französischer Radrennfahrer.
Passeron wurde im Jahr 2005 französischer Straßenmeister der U23 und gewann 2006 das italienische Eintagesrennen Trofeo Franco Balestra sowie eine Etappe der U23-Rundfahrt Giro della Toscana.
Im Jahr 2007 fuhr er darauf für das italienische Professional Continental Team Acqua & Sapone-Caffe Mokambo. Für diese Mannschaft gewann er eine Etappe der Burgos-Rundfahrt und den Gran Premio Industria e Commercio Artigianato Carnaghese. Im Folgejahr wechselte er zum ProTeam Saunier Duval-Scott, für das er mit der Tour de France 2008 seine einzige Grand Tour bestritt, das Rennen jedoch nicht beenden konnte.
Danach fuhr Passeron nur noch für kleinere Radsportteam. Außer einem Etappensieg bei der Tour of Szeklerland 2009 keine weiteren internationalen Erfolge mehr erzielen.

## Erfolge
2005
- Französischer Meister – Straßenrennen (U23)

2006
- Trofeo Franco Balestra
- eine Etappe Giro della Toscana (U23)

2007
- eine Etappe Burgos-Rundfahrt
- Gran Premio Industria e Commercio Artigianato Carnaghese

2009
- eine Etappe Tour of Szeklerland

## Teams
- 2007 Acqua & Sapone-Caffe Mokambo
- 2008 Saunier Duval-Scott / Scott-American Beef
- 2009 Tusnad Cycling Team
- 2010 Meridiana Kamen Team (bis 31.07.)
- 2011 Geumsan Ginseng Asia
- 2014 Silber Pro Cycling Team